# Menora Mivtachim Arena
Die Menora Mivtachim Arena (hebräisch הֵיכָל מְנוֹרָה מִבְטָחִים Hejchal Menōrah Mivṭachīm) ist eine Mehrzweckhalle im Südosten der israelischen Stadt Tel Aviv-Jaffa. Die Arena ist im Besitz der Stadt und wird von der Sport Palaces Limited verwaltet. Zu ihren Aufgaben gehört auch die Verwaltung des städtischen Bloomfield-Stadions und der 2014 eröffneten Shlomo Group Arena mit 3504 Plätzen, in der der Basketballclub Hapoel Tel Aviv antritt. Mit heute 10.383 Plätzen ist die Menora Mivtachim Arena, nach der Pais Arena Jerusalem, die zweitgrößte Mehrzweckarena Israels. Neben den Basketballspielen von Maccabi Tel Aviv werden die Final-Four-Turniere der israelischen Basketballliga Ligat ha’Al und des Basketball-Staatspokals ausgetragen. Darüber hinaus tritt die israelische Basketballnationalmannschaft zu den meisten ihrer Heimspiele in der Menora Mivtachim Arena an.

## Geschichte
Die Yad Eliyahu Arena wurde 1963 fertiggestellt und am 17. September des Jahres mit dem Basketball-Länderspiel Israel gegen Jugoslawien eingeweiht. Die Gastgeber verloren mit 64:69 Punkten. Anfänglich bestand die Sportstätte aus auf Betonträgern errichtete Tribünen mit 5.000 unüberdachten Stehplätzen. Hauptsächlich wurde der Bau für den Basketball errichtet, aber auch verschiedene andere Veranstaltungen wie Konzerte, Tennis, Wrestling, Schönheitswettbewerbe bis hin zum Eislaufen fanden dort statt. Seit der Fertigstellung trägt die Basketballabteilung von Maccabi Tel Aviv aus der Ligat ha’Al ihre Spiele dort aus. Ende der 1960er Jahre wurde die Halle überdacht und mit Sitzplätzen ausgestattet.
1972 wurde die Halle mit einem Oberrang und 10.000 Plätzen wiedereröffnet. Die neue Arena wurde mit dem Endspiel im Basketball-Europapokal der Landesmeister zwischen den Italienern von Ignis Varese und Jugoplástika Split aus Jugoslawien (Endstand 70:69) eingeweiht. Nach 22 Jahren kehrte der Landesmeister-Pokalfinale nach Tel Aviv zurück. Im Endspiel des Final-Four-Turnier 1993/94 trafen Joventut de Badalona und Olympiakos Piräus (59:57) aufeinander. Zehn Jahre später erreichte Maccabi das Finale im Final-Four-Turnier der EuroLeague 2003/04 in Tel Aviv. Im Finale am 1. Mai 2004 in eigener Halle besiegte man Skipper Bologna aus Italien klar mit 118:74 Punkten. 1997 war die Halle Schauplatz des FIBA Europa All-Star Games FIBA EuroStars. Am 30. Dezember des Jahres besiegte der Osten den Westen mit 129:107. Die erfolgreichsten Werfer des Spiels waren der Serbe Aleksandar Đorđević mit 23 Punkten für den Westen und der Litauer Artūras Karnišovas mit 19 Punkten für den Osten.
Mitte der 2000er Jahre wurde die Halle renoviert, nochmals erweitert und mit einem Videowürfel unter der Hallendecke ausgestattet. Hinzu kamen 24 V.I.P.-Logen mit je 20 Plätzen, Restaurants und Geschäfte sowie der Fanshop von Maccabi.
Im Juni 2023 ist die Halle einer der beiden Spielorte der Basketball-Europameisterschaft der Damen in Israel und Ljubljana (Slowenien).

## Name
Als Yad Eliyahu Sports Arena (היכל הספורט יד אליהו Hejchal ha-Spōrṭ Jad Elīahū) wurde die Halle eröffnet. Von 2003 bis 2014 trug die Veranstaltungsstätte den Sponsorennamen Nokia Arena (היכל נוקיה Hejchal Nokia) nach dem Mobiltelefon-Hersteller Nokia. Der Vertrag mit Nokia lief zum 31. Dezember 2014 aus. Ab dem 1. Januar 2015 wurde das israelische Versicherungsunternehmen Menora Mivtachim für vier Millionen US-Dollar Namensgeber der Halle.

## Galerie

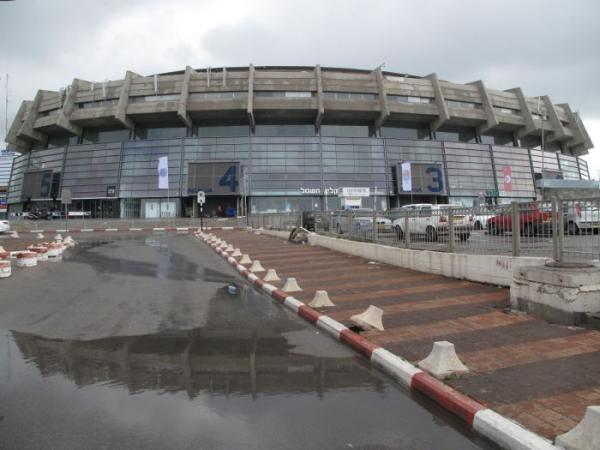
Menora Mivtachim Arena von außen
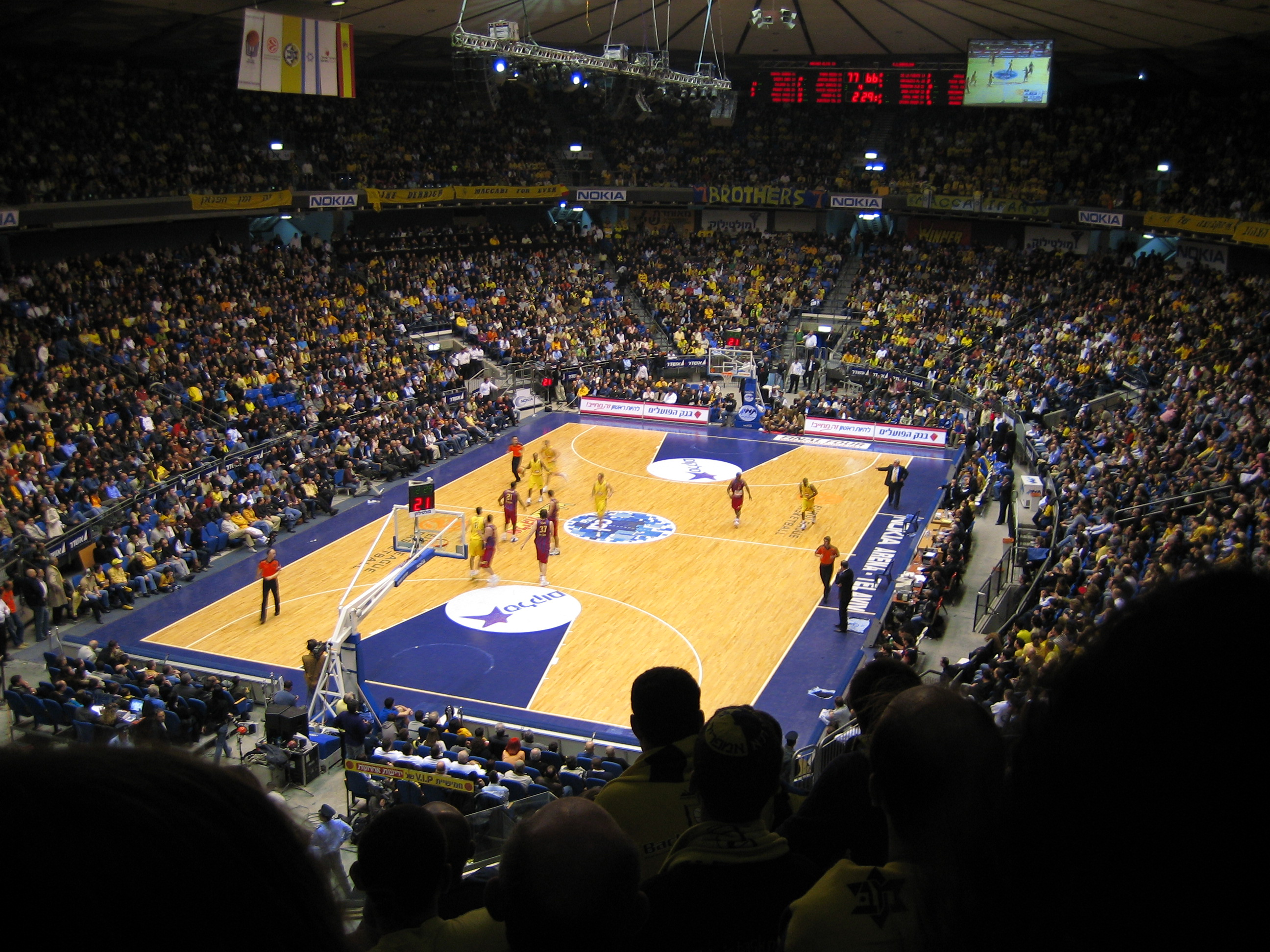
Basketball in der Menora Mivtachim Arena
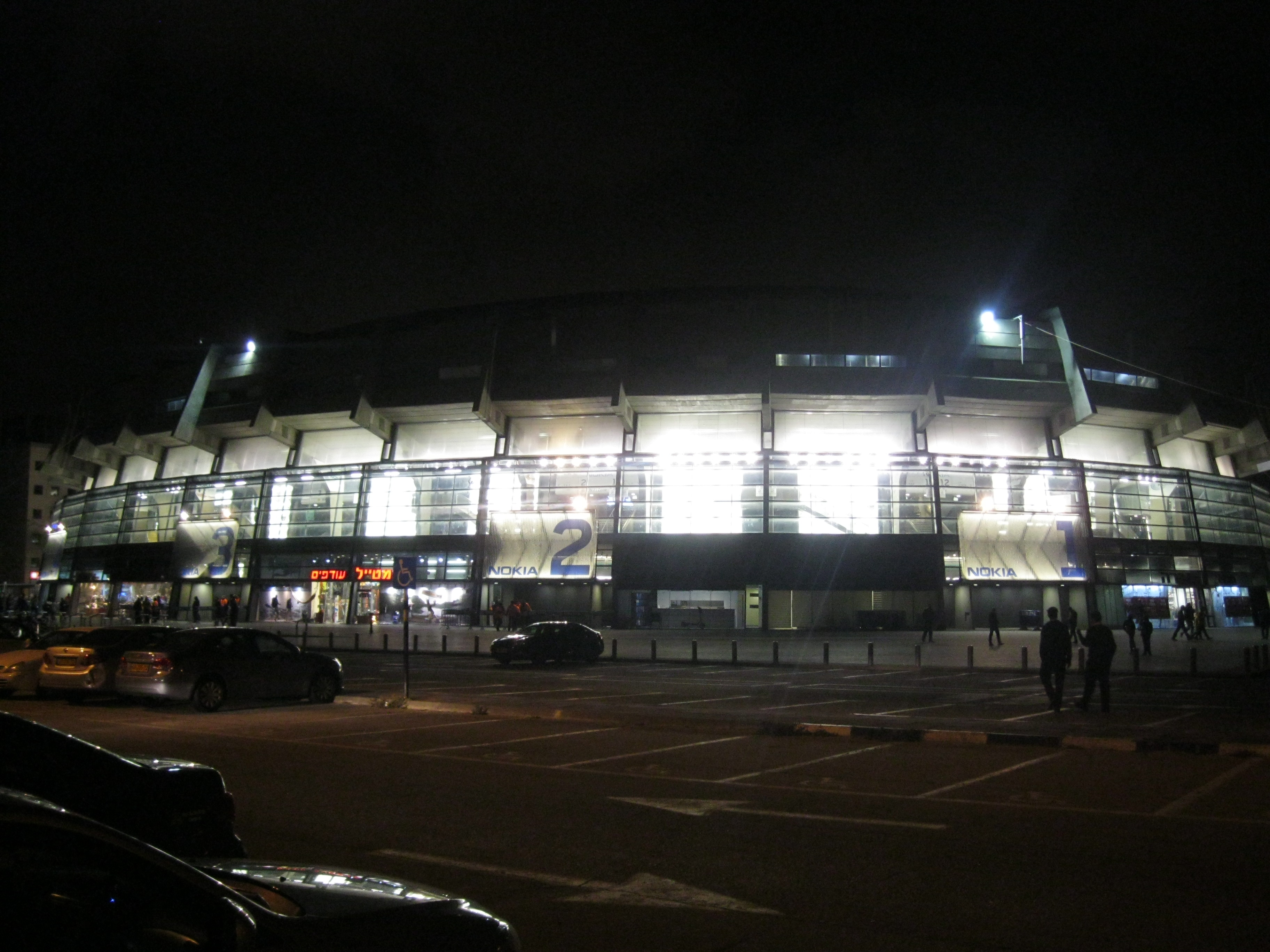
Menora Mivtachim Arena bei Nacht